# Bredevoort

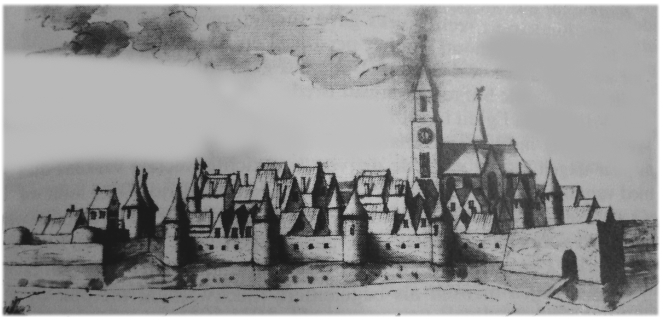
Bredevoort 1634

Bredevoort (baix alemany Brevoort) és una ciutat fortalesa de la comuna d'Aalten dins la regió de l'Achterhoek a la província de Gelderland. L'1 de gener del 2021 tenia 1.925 habitants. La ciutat és coneguda com a Vila de llibres pels nombrosos antiquaris i llibreries de segona mà que hi ha.

## Història
El 1646 un raig va impactar sobre la torre de la pólvora i com a conseqüència va explotar el castell i diverses persones hi moriren.
Fou un municipi independent fins al 1818.

## Galeria

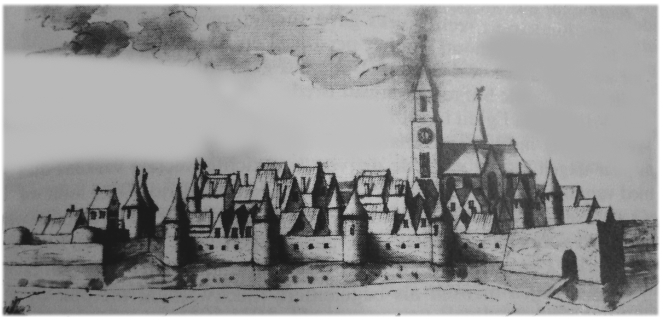
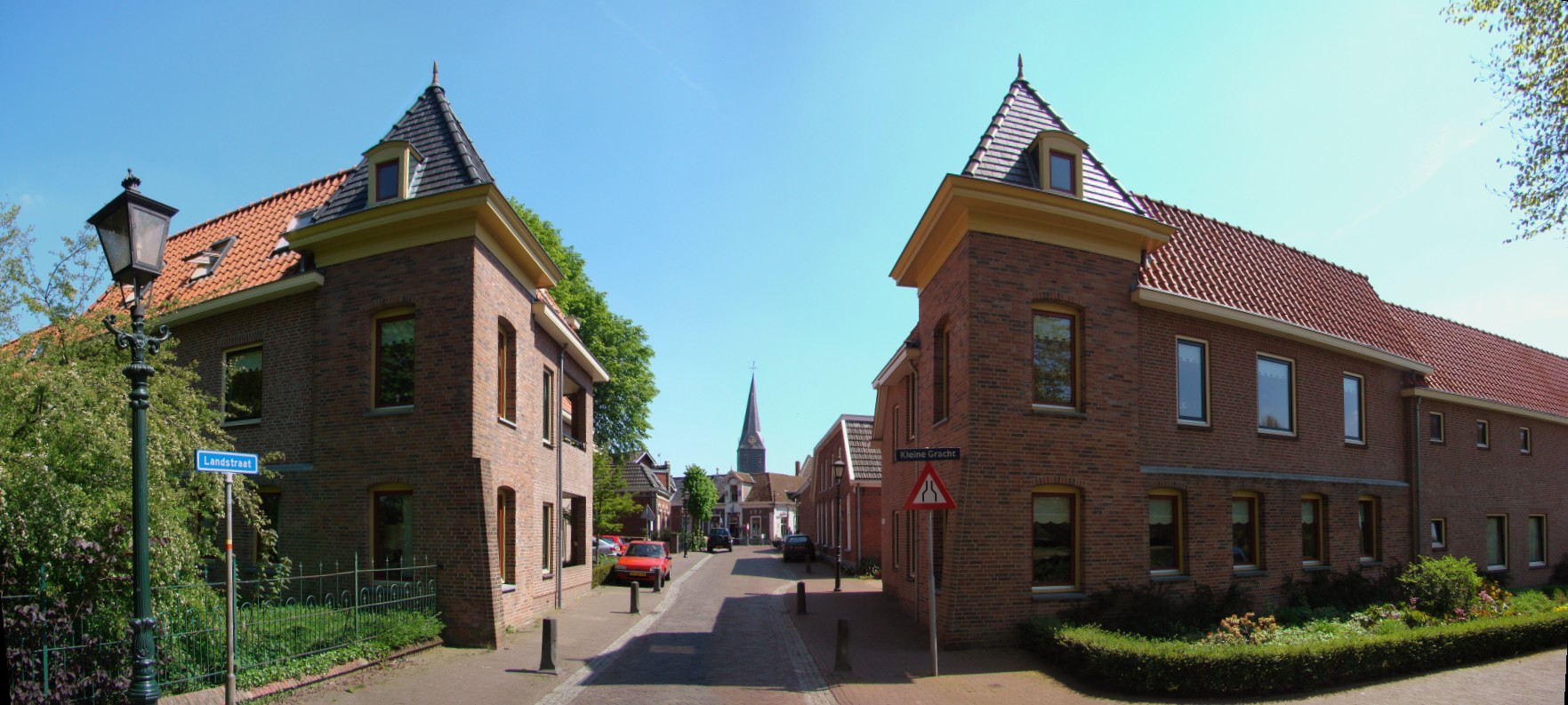
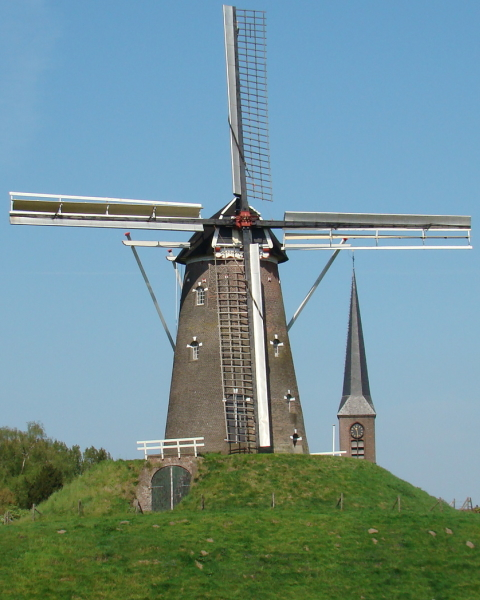
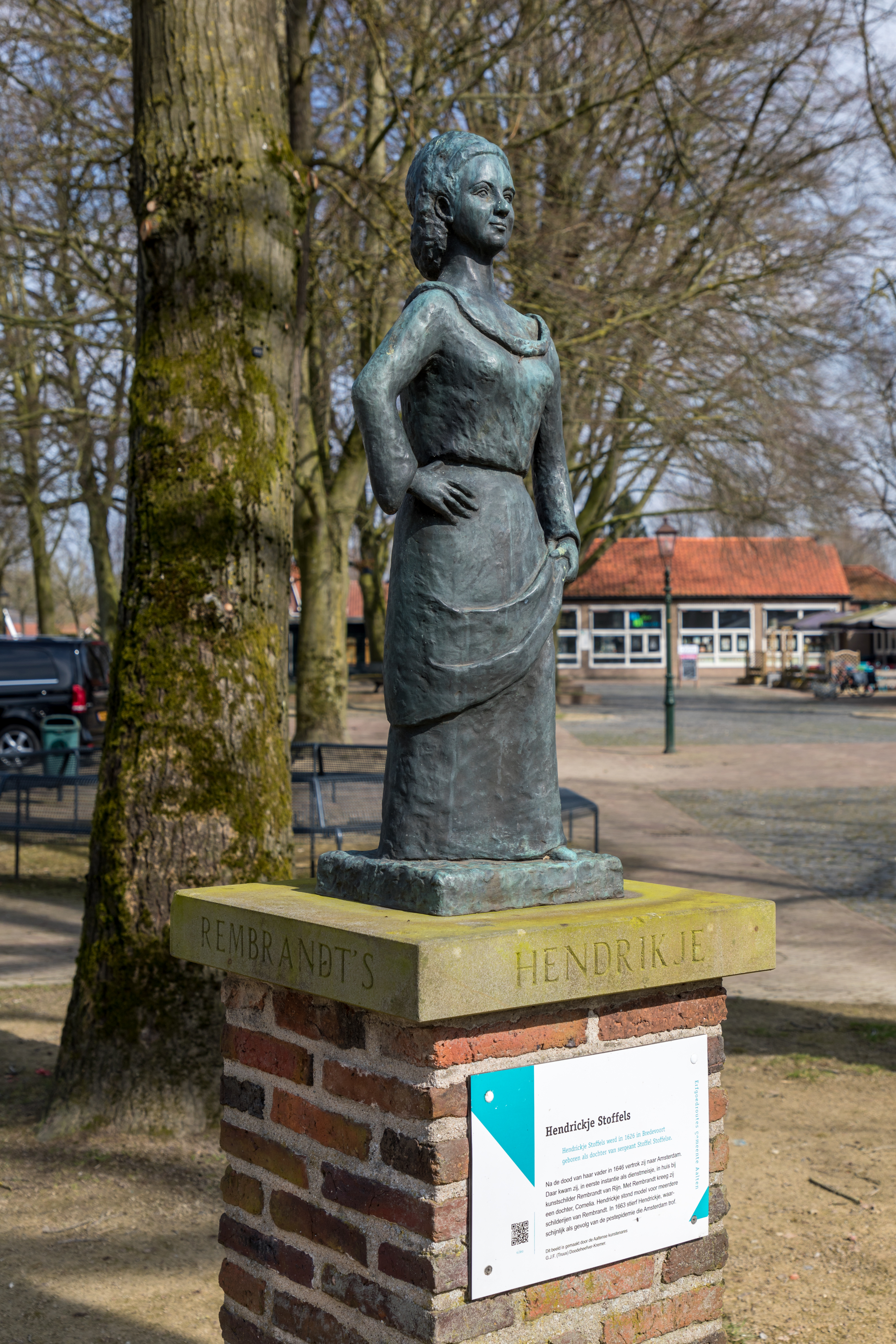
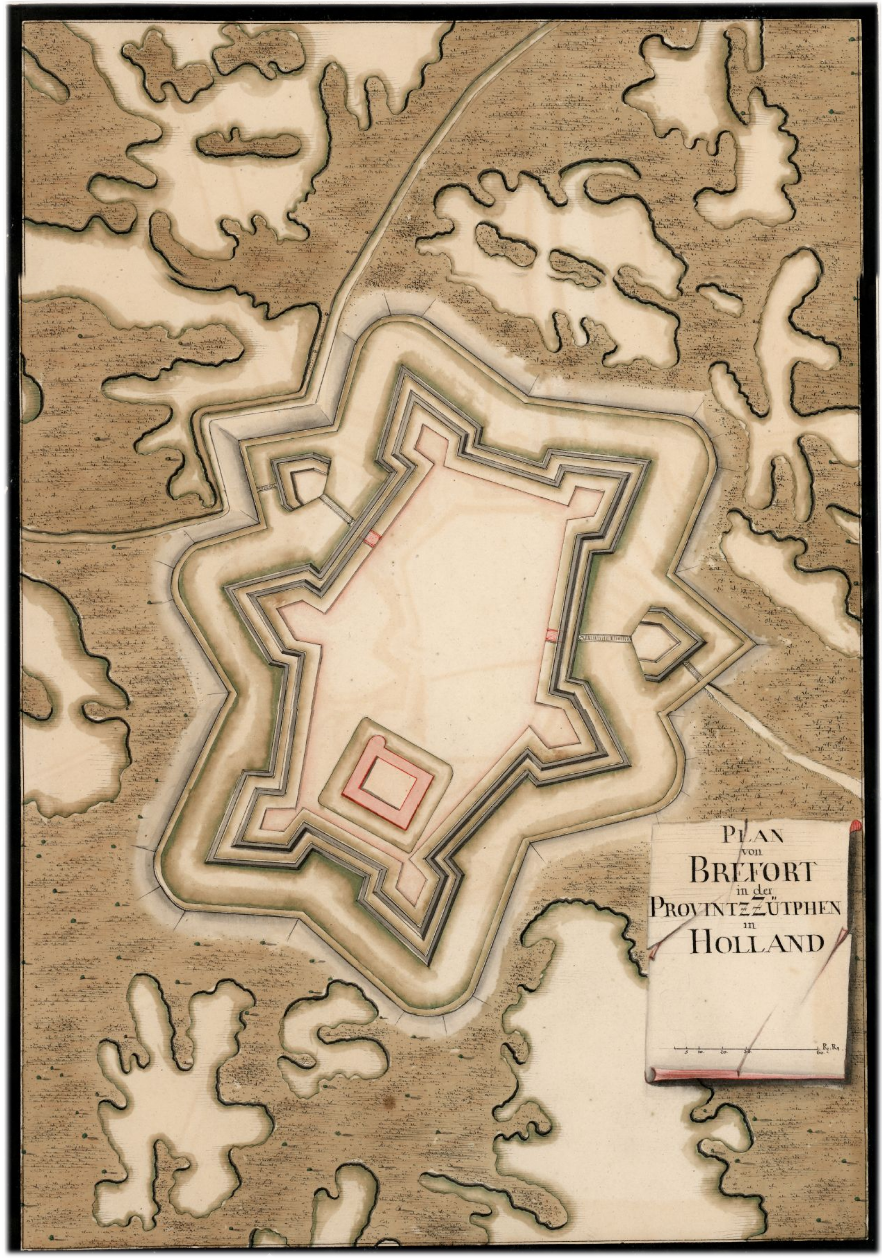
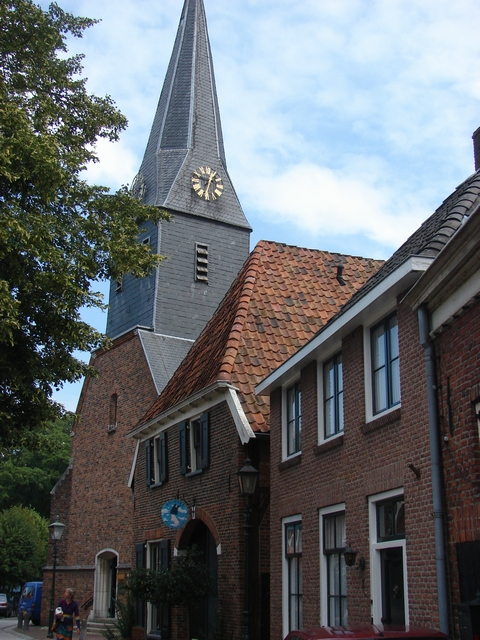
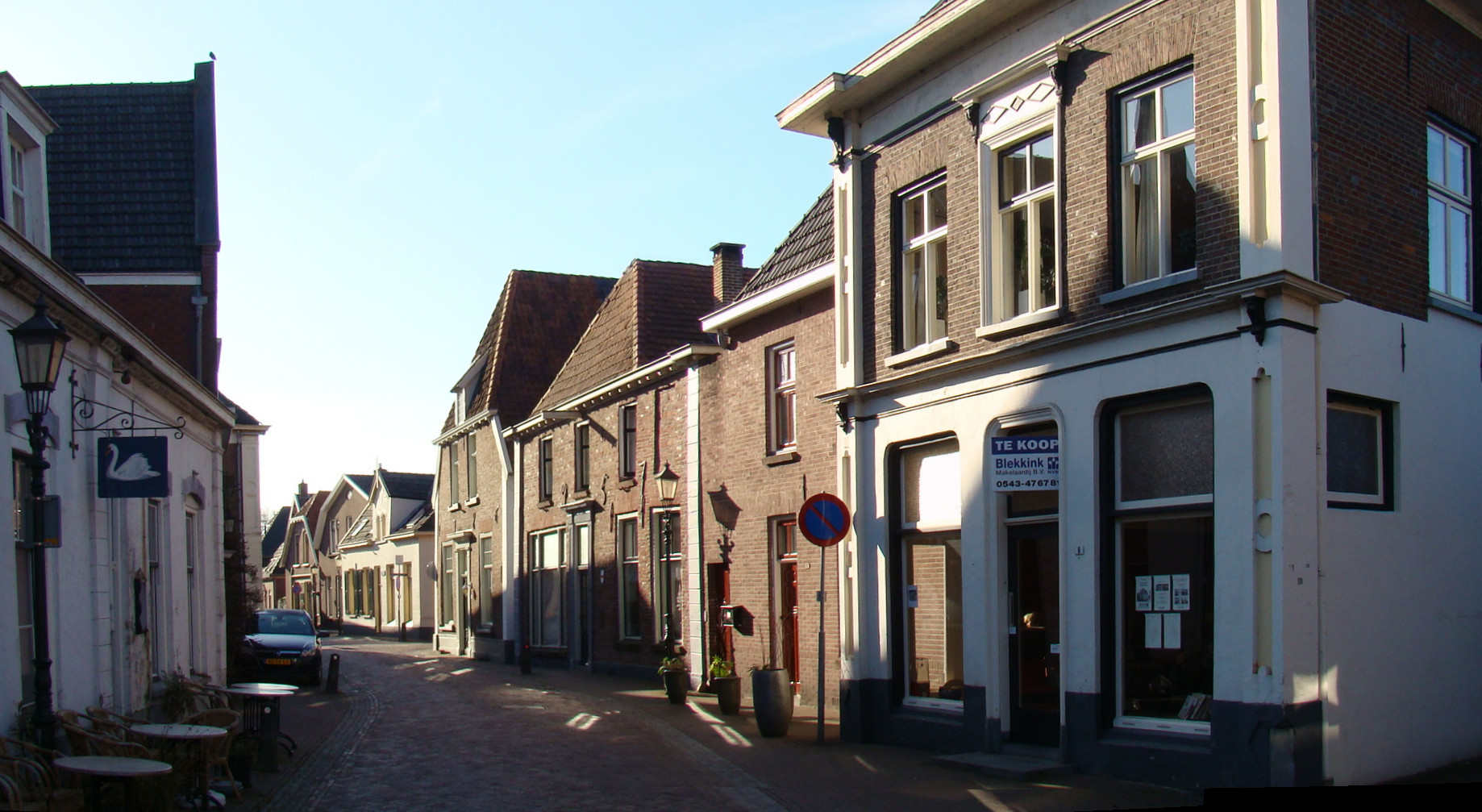
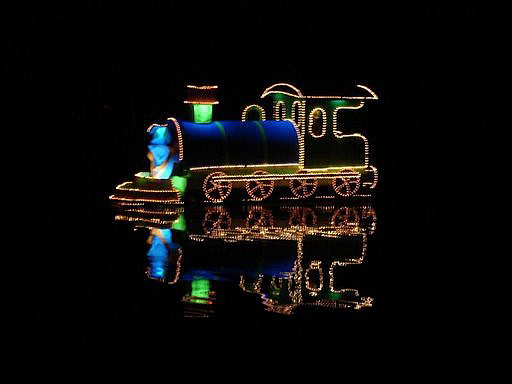